# 苌和郡
苌和郡，王仲荦《北周地理志》认为是长利郡之讹，中国南北朝时设置的郡。
北魏景明元年（500年）置苌和郡，治南商县（今陕西商南县西）。属洛州。辖境约当今陕西省商南县一带。西魏沿置，北周改为慎政郡。